# Vitalij Bujal's'kyj
Vitalij Kazymyrovyč Bujal's'kyj (in ucraino Віталій Казимирович Буяльський?; Kalynivka, 6 gennaio 1993) è un calciatore ucraino, centrocampista della Dinamo Kiev e della nazionale ucraina.

## Caratteristiche tecniche
Gioca come centrocampista centrale.

## Carriera

### Club
Cresciuto nelle giovanili della Dinamo Kiev, dopo aver esordito dapprima in Coppa di Ucraina il 21 settembre 2011 contro il Kremin' Kremenčuk e poi in campionato contro il Metalurh Zaporižžja il 26 maggio 2013, viene girato in prestito all'Hoverla per la stagione 2013-2014 in cui contribuisce alla salvezza della squadra di Užhorod. Rientrato in prima squadra trova il primo gol ufficiale con la maglia della Dinamo il 26 febbraio 2015 in occasione della partita di Europa League contro il Guingamp, terminata 3-1 in favore degli ucraini. Il 15 settembre 2020, in occasione della partita di Champions League contro l'AZ Alkmaar, gioca la sua 200ª partita con la maglia della Dinamo Kiev.

### Nazionale
Dopo aver seguito la trafila nelle nazionali giovanili, esordisce in nazionale maggiore il 6 ottobre 2017 nel match vinto per 2-0 contro il Kosovo rilevando all'88º Jevhen Konoplyanka.

## Statistiche

### Presenze e reti nei club
Statistiche aggiornate al 27 dicembre 2024.
| Stagione           | Squadra            | Campionato         | Campionato | Campionato | Coppe nazionali | Coppe nazionali | Coppe nazionali | Coppe continentali | Coppe continentali | Coppe continentali | Altre coppe | Altre coppe | Altre coppe | Totale | Totale | Totale |
| Stagione           | Squadra            | Comp               | Pres       | Reti       | Comp            | Pres            | Reti            | Comp               | Pres               | Reti               | Comp        | Pres        | Reti        | Pres   | Reti   |        |
| ------------------ | ------------------ | ------------------ | ---------- | ---------- | --------------- | --------------- | --------------- | ------------------ | ------------------ | ------------------ | ----------- | ----------- | ----------- | ------ | ------ | ------ |
| 2011-2012          | Dinamo Kiev        | PL                 | 0          | 0          | KU              | 1               | 0               | UCL+UEL            | 0+0                | 0+0                | SU          | 0           | 0           | 1      | 0      |        |
| 2012-2013          | Dinamo Kiev        | PL                 | 1          | 0          | KU              | 0               | 0               | UEL                | 0                  | 0                  | -           | -           | -           | 1      | 0      |        |
| 2013-2014          | Hoverla            | PL                 | 20         | 3          | KU              | 0               | 0               | -                  | -                  | -                  | -           | -           | -           | 20     | 3      |        |
| 2014-2015          | Dinamo Kiev        | PL                 | 11         | 2          | KU              | 5               | 0               | UEL                | 7                  | 1                  | SU          | 0           | 0           | 23     | 3      |        |
| 2015-2016          | Dinamo Kiev        | PL                 | 18         | 2          | KU              | 3               | 0               | UCL                | 7                  | 2                  | SU          | 0           | 0           | 28     | 4      |        |
| 2016-2017          | Dinamo Kiev        | PL                 | 21         | 1          | KU              | 2               | 0               | UCL                | 4                  | 1                  | SU          | 1           | 0           | 28     | 2      |        |
| 2017-2018          | Dinamo Kiev        | PL                 | 26         | 4          | KU              | 2               | 0               | UCL+UEL            | 2+11               | 0+2                | SU          | 1           | 0           | 42     | 6      |        |
| 2018-2019          | Dinamo Kiev        | PL                 | 22         | 3          | KU              | 2               | 0               | UCL+UEL            | 4+7                | 0+2                | SU          | 1           | 1           | 36     | 6      |        |
| 2019-2020          | Dinamo Kiev        | PL                 | 27         | 9          | KU              | 3               | 0               | UCL+UEL            | 2+4                | 1+1                | SU          | 1           | 0           | 37     | 11     |        |
| 2020-2021          | Dinamo Kiev        | PL                 | 20         | 5          | KU              | 3               | 1               | UCL+UEL            | 7+4                | 1+2                | SU          | 1           | 0           | 35     | 8      |        |
| 2021-2022          | Dinamo Kiev        | PL                 | 16         | 9          | KU              | 0               | 0               | UCL                | 3                  | 0                  | SU          | 1           | 0           | 22     | 9      |        |
| 2022-2023          | Dinamo Kiev        | PL                 | 27         | 12         | -               | -               | -               | UCL                | 6+6                | 1+0                | SU          | 0           | 0           | 39     | 13     |        |
| 2023-2024          | Dinamo Kiev        | PL                 | 23         | 10         | KU              | 1               | 0               | UECL               | 4                  | 0                  | -           | -           | -           | 28     | 10     |        |
| 2024-2025          | Dinamo Kiev        | PL                 | 16         | 4          | KU              | 1               | 0               | UCL+UEL            | 4+3                | 0+0                | -           | -           | -           | 24     | 4      |        |
| Totale Dinamo Kiev | Totale Dinamo Kiev | Totale Dinamo Kiev | 228        | 61         |                 | 23              | 1               |                    | 87                 | 14                 |             | 6           | 1           | 344    | 77     |        |
| Totale carriera    | Totale carriera    | Totale carriera    | 248        | 64         |                 | 23              | 1               |                    | 87                 | 14                 |             | 6           | 1           | 364    | 77     |        |

### Cronologia presenze e reti in nazionale
| Cronologia completa delle presenze e delle reti in nazionale ― Ucraina | Cronologia completa delle presenze e delle reti in nazionale ― Ucraina | Cronologia completa delle presenze e delle reti in nazionale ― Ucraina | Cronologia completa delle presenze e delle reti in nazionale ― Ucraina | Cronologia completa delle presenze e delle reti in nazionale ― Ucraina | Cronologia completa delle presenze e delle reti in nazionale ― Ucraina | Cronologia completa delle presenze e delle reti in nazionale ― Ucraina | Cronologia completa delle presenze e delle reti in nazionale ― Ucraina |
| Data                                                                   | Città                                                                  | In casa                                                                | Risultato                                                              | Ospiti                                                                 | Competizione                                                           | Reti                                                                   | Note                                                                   |
| ---------------------------------------------------------------------- | ---------------------------------------------------------------------- | ---------------------------------------------------------------------- | ---------------------------------------------------------------------- | ---------------------------------------------------------------------- | ---------------------------------------------------------------------- | ---------------------------------------------------------------------- | ---------------------------------------------------------------------- |
| 6-10-2017                                                              | Scutari                                                                | Kosovo                                                                 | 0 – 2                                                                  | Ucraina                                                                | Qual. Mondiali 2018                                                    | -                                                                      | 88’                                                                    |
| 23-3-2018                                                              | Marbella                                                               | Arabia Saudita                                                         | 1 – 1                                                                  | Ucraina                                                                | Amichevole                                                             | -                                                                      | 46’ 83’                                                                |
| 27-3-2018                                                              | Liegi                                                                  | Giappone                                                               | 1 – 2                                                                  | Ucraina                                                                | Amichevole                                                             | -                                                                      | 62’                                                                    |
| 20-11-2018                                                             | Adalia                                                                 | Turchia                                                                | 0 – 0                                                                  | Ucraina                                                                | Amichevole                                                             | -                                                                      | 83’                                                                    |
| 22-3-2019                                                              | Lisbona                                                                | Portogallo                                                             | 0 – 0                                                                  | Ucraina                                                                | Qual. Euro 2020                                                        | -                                                                      | 87’                                                                    |
| 25-3-2019                                                              | Lussemburgo                                                            | Lussemburgo                                                            | 1 – 2                                                                  | Ucraina                                                                | Qual. Euro 2020                                                        | -                                                                      | 87’                                                                    |
| 10-9-2019                                                              | Dnipro                                                                 | Ucraina                                                                | 2 – 2                                                                  | Nigeria                                                                | Amichevole                                                             | -                                                                      | 67’                                                                    |
| 14-11-2019                                                             | Zaporižžja                                                             | Ucraina                                                                | 1 – 0                                                                  | Estonia                                                                | Amichevole                                                             | -                                                                      | 46’                                                                    |
| 1-9-2021                                                               | Nur-Sultan                                                             | Kazakistan                                                             | 2 – 2                                                                  | Ucraina                                                                | Qual. Mondiali 2022                                                    | -                                                                      | 58’                                                                    |
| 26-3-2023                                                              | Londra                                                                 | Inghilterra                                                            | 2 – 0                                                                  | Ucraina                                                                | Qual. Euro 2024                                                        | -                                                                      | 61’                                                                    |
| 19-6-2023                                                              | Trnava                                                                 | Ucraina                                                                | 1 – 0                                                                  | Malta                                                                  | Qual. Euro 2024                                                        | -                                                                      | 63’                                                                    |
| 9-9-2023                                                               | Breslavia                                                              | Ucraina                                                                | 1 – 1                                                                  | Inghilterra                                                            | Qual. Euro 2024                                                        | -                                                                      | 76’                                                                    |
| 12-9-2023                                                              | Milano                                                                 | Italia                                                                 | 2 – 1                                                                  | Ucraina                                                                | Qual. Euro 2024                                                        | -                                                                      | 75’                                                                    |
| Totale                                                                 |                                                                        | Presenze                                                               | 13                                                                     |                                                                        | Reti                                                                   | 0                                                                      |                                                                        |

## Palmarès

### Club

#### Competizioni nazionali
- Campionato ucraino: 4

Dinamo Kiev: 2014-2015, 2015-2016, 2020-2021, 2024-2025
- Coppa d'Ucraina: 3

Dinamo Kiev: 2014-2015, 2019-2020, 2020-2021
- Supercoppa d'Ucraina: 4

Dinamo Kiev: 2016, 2018, 2019, 2020